# Dictyandra
Dictyandra là một chi thực vật có hoa trong họ Thiến thảo (Rubiaceae).

## Loài
Chi Dictyandra gồm các loài: